# Gyeongju World
Gyeongju World est un parc d'attractions situé à Gyeongju, en Corée du Sud. C'est le plus grand parc dans le Sud du pays

## Montagnes russes

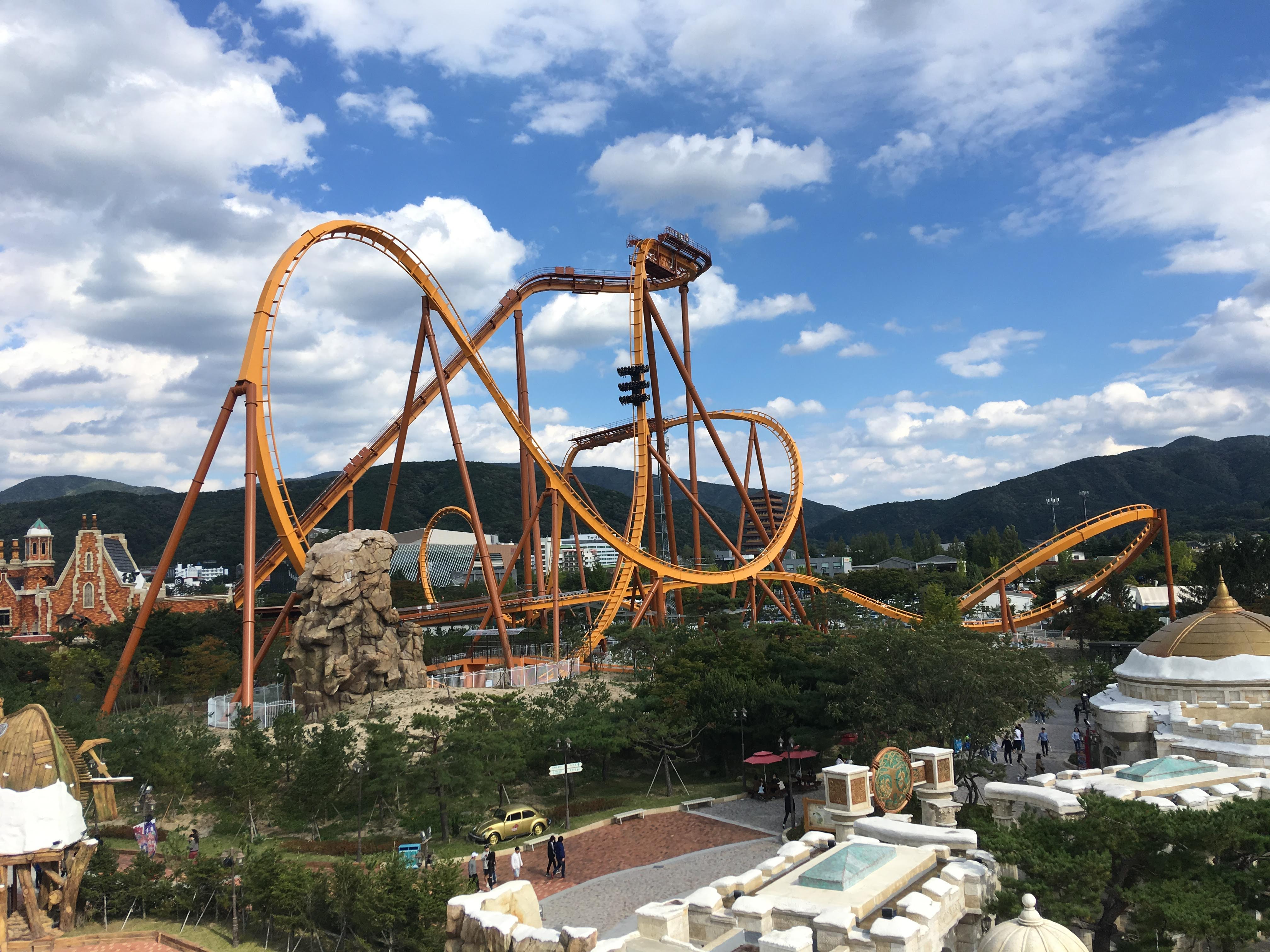
Draken
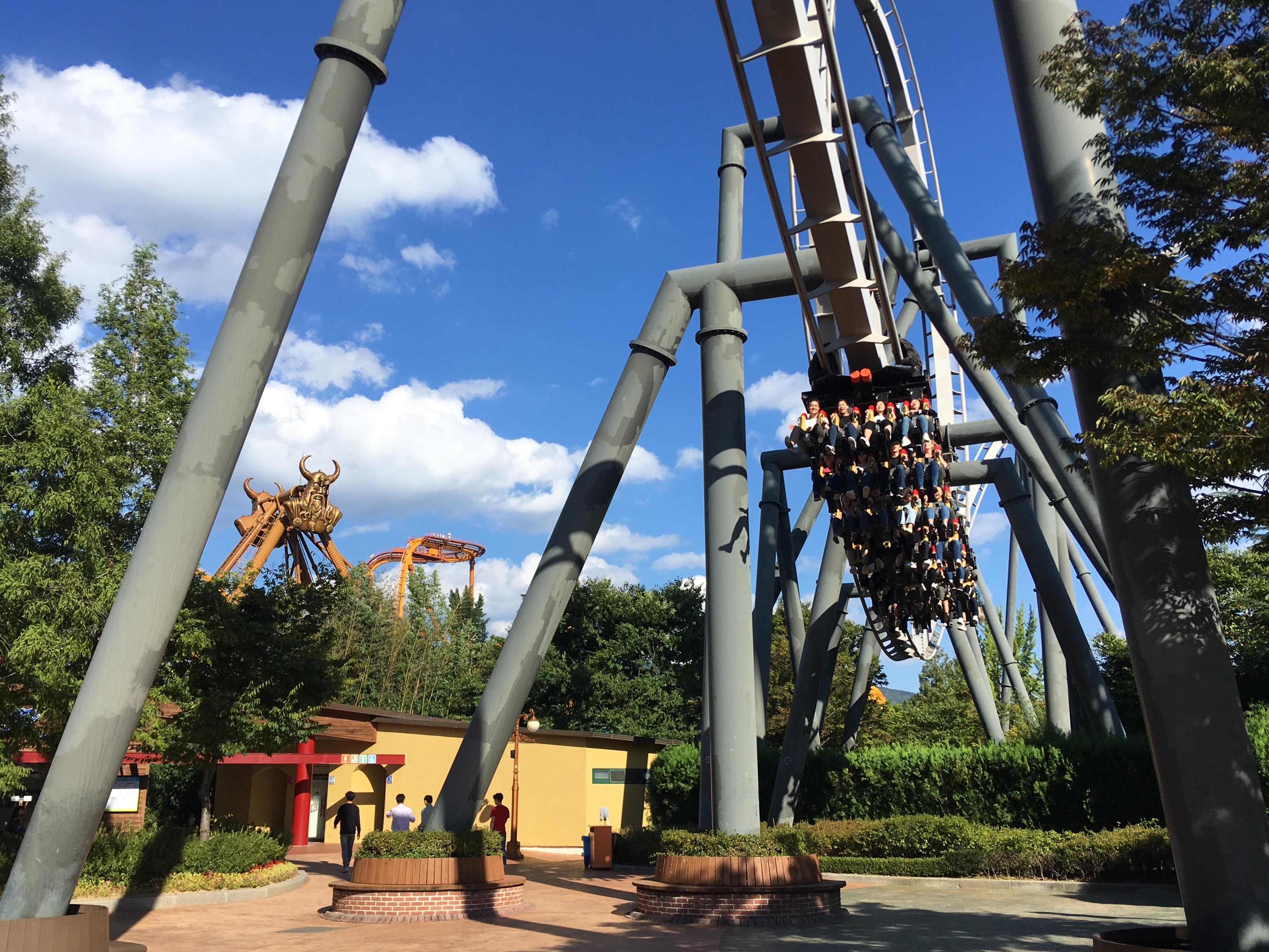
Phaethon

| Nom                   | Type  | Constructeur              | Modèle             | Ouverture | Fermeture     |
| --------------------- | ----- | ------------------------- | ------------------ | --------- | ------------- |
| Dragon 2 Loop Coaster | Métal | Zamperla                  | E-Powered          | 1991      |               |
| Draken                | Métal | Bolliger & Mabillard      | Machine plongeante | 2018      |               |
| Phaethon              | Métal | Bolliger & Mabillard      | Inversées          | 2007      |               |
| Valkyrie              | Métal | Gerstlauer                | Navette            | 2021      |               |
| Space 2000            | Métal | Meisho Amusement Machines |                    | 1991      | 2015          |
| Space Tour            | Métal | Inconnu                   |                    | 1985      | 2015 ou avant |

- Draken
- Phaethon